# 点火時期
点火時期（てんかじき、英: Ignition timing）は、火花点火内燃機関において、点火プラグに点火するタイミングを指す。点火タイミングとも呼ばれる。本項では主に自動車用ガソリンエンジンの点火時期について述べる。

## 概要

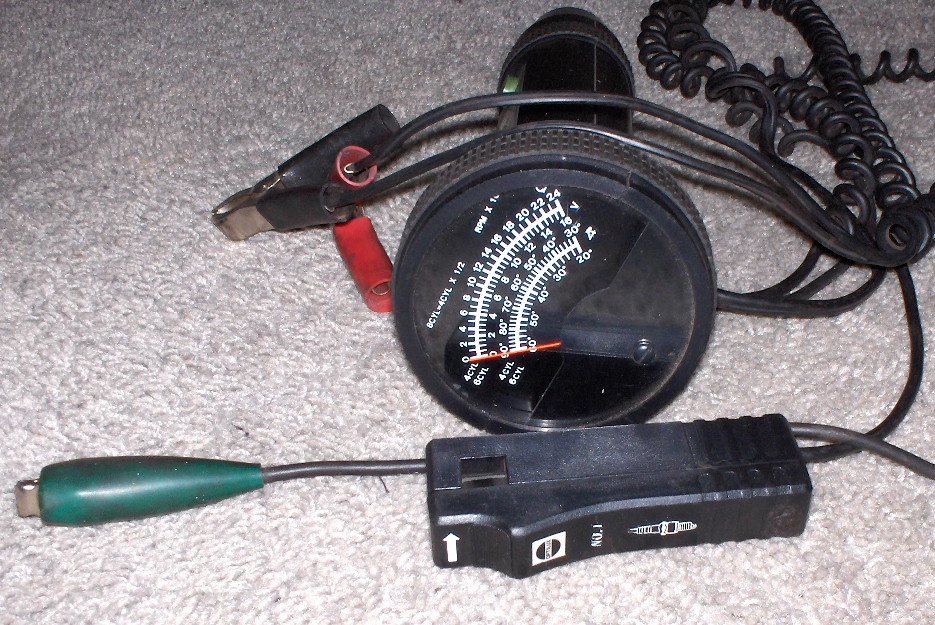
点火時期の測定及び調整に用いられるタイミングライト

点火時期は、クランク角度において、圧縮上死点(BTDC)の何度手前で点火したかという数値（角度）で表される。これは上死点を基準と見て点火進角とも呼ばれる。調整の際に、初期の点火時期に対し早める場合には「点火時期を進角させる」、これよりも遅らせる場合には「点火時期を遅角させる」と称する。これを調整するためにはディストリビューターかカム角センサーの位置を円周方向にずらし、タイミングライトでプーリーのタイミング表示を照らしながら設定する。過度な進角はノッキングの発生によるエンジンの損傷、過度な遅角は排気ガス温度の上昇による触媒の溶損などの不具合を引き起こす。
エンジン回転数や吸気量など同一条件のもとで、点火時期のみを変化させた際、トルクが最大となる点が存在する。この時の点火時期をMBT（Minimum advance for the Best Torque）と称する。MBTは、エンジンの運転条件によって変化する。一般的に、MBTで点火することでそのエンジンの燃焼効率は最良となるため、性能および燃費を確保するうえで非常に重要であるが、ノッキングの発生やピストン過熱などの主に信頼性の問題により、全ての運転条件にてMBTで点火できるとは限らない。
黎明期のエンジンは最大回転数が小さく、圧縮上死点付近で固定された点火時期を用いることで事足りた。しかしエンジンの高回転化・高出力化が進むに連れて、固定の点火時期ではあらゆる運転条件にて十分な性能を確保することが難しくなったため、点火時期を変化させる必要が生じた。このため、現代のエンジンでは点火時期を変化させる制御機構を備えている。正しい点火時期を得ることは、性能や燃費の確保だけでなく、エンジンの信頼性に対しても非常に重要である。

## 歴史
内燃機関の黎明期から、火花点火式エンジンの点火装置には、クランク角度やカム角度を機械的に検出して、各気筒に点火電圧の分配を行うディストリビューターが利用されてきた。ディストリビューターの組み付けにはクランクに接続されたプーリーのタイミングマークを併せて組み込む必要があり、これが守られなければ正しい点火順序や点火時期で点火が行えず、エンジンは始動すら出来なくなる。
初期のディストリビューターは配電機能と点火コイルへの電流断続機能のみで、点火時期を制御する機能は備わっていなかった。しかし、エンジンの進化により高回転化が進むと、固定式の点火時期では最適なエンジン性能を得ることが困難となってきた。そのために、ディストリビューターには二種類の点火時期調整機能（機械式進角装置および真空式進角装置）が備えられるようになった。なお、船舶用のガソリンエンジンでは使用回転域の性質上、上記と同じ点火装置を用いるものの、真空進角装置は装備されないことが多い。
1972年、クライスラーはディストリビューターのコンタクトブレーカー（ポイント）に点火コイル一次側への全電流を通過させることを廃し、微弱電流を断続させトランジスタで増幅するセミトランジスタ方式のディストリビューターを発表、1973年頃までには自社の全ての市販車両をセミトランジスタ式に置き換えるための標準規格も独自に定めることになった。後にはコンタクトブレーカーも廃してイグナイターとカムポジションセンサーによるフルトランジスタ式も登場し、自動車の点火装置はコンタクトブレーカーの摩耗や通電不良による電力ロスから解放され、より強い点火火花を得ることが出来るようになっていった。しかし、多くのディストリビューターはセミ／フルトランジスタへの移行後も依然進角制御はガバナーや真空進角装置に頼り続けていた。
1975年から1976年にかけて、クライスラーは"Lean-Burn"点火制御システムを発表。これはフルトランジスタ方式のディストリビューターをベースに、点火進角制御をも完全にコンピューターによる電子制御としたもので、当時としては非常に画期的なシステムであった。さらに1979年にはボッシュがK-ジェトロニック機械式燃料噴射装置の制御と点火装置の制御を電子的に行うen:Motronicエンジンマネージメントシステムを発表、今日のECUによる燃料噴射装置および点火装置の総合的な電子制御の端緒ともなった。

## 点火時期の制御方式

### ダイレクトイグニッション方式
現代の一般的なエンジンの点火時期制御方式であり、ECUにあらかじめ点火時期マップがプログラムされている（右図参照）。ベースとなる点火時期に加え、可変バルブ機構の動作状態、EGR量、吸気温、冷却水温など様々な条件を考慮して点火時期が決定される。純正のECUでは点火時期の調整が行えないため、点火時期を調整するには社外品のサブコンピュータを取り付けた上で、パソコンなどを用いて点火時期マップをサブコンピューターのROMに入力する必要がある。
ECUにプログラムされた点火時期を用いることに加え、ノックセンサーを併用することは今日のエンジンでも広く行われている。ECUはノックセンサーの信号をもとにノッキングを検出して、点火時期を遅角させる。エンジンの経年劣化に伴う燃焼室へのカーボン堆積や、低オクタン燃料の使用などにより発生するノッキングに対して、エンジンを保護するための機構である。

### ディストリビューター方式
ダイレクトイグニッション方式に対して旧式の制御方式であり、自動車用としては2010年代では少数派である。ディストリビューターと称する機構により、点火時期を制御する。一般的にディストリビューターの基礎的な点火時期は暖機運転に最も適した点火時期を基準に設定される。この点火時期は「ベースタイミング」とも呼ばれ、機械式点火装置は下記の二つの進角装置を用いて回転数や負荷に応じてベースタイミングからの進角を行う。

#### 機械式進角装置

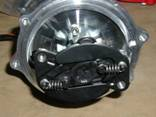
ディストリビューターのガバナー

ディストリビューターの機械的な点火進角は、エンジン回転数に応じてガバナーが調整することで行われる。これは運動の第1法則を利用したもので、エンジン回転数に従ってガバナーの錘が遠心力で広がり、ディストリビューターメインシャフトに対するコンタクトブレーカーの角度位置を変更することによって進角が行われる。
この装置を用いた機械式進角はエンジンの回転速度及びに完全に依存しており、エンジン回転数とガバナーの動作の関連性は2次元グラフによって表すことが可能である。
なお、ガバナーは錘の重さによって点火進角の度合いを調整することが可能であり、やや低めの回転数から点火進角を行う場合にはより重い錘かよりバネ定数の小さなスプリングを用いたガバナーを使用し、より高回転域から点火進角を行う場合にはより軽い錘かよりバネ定数の大きなスプリングを用いたガバナーに交換する。2ストロークエンジンではクランクシャフトから回転を受け取るためにエンジン回転数と同じ速度で、4ストロークエンジンではカムシャフトから回転を受け取るためエンジン回転数の半分の速度でそれぞれディストリビューターシャフトが回転することが多く、この回転数に応じてガバナーの錘の調整が行われる。この点火進角の設定により許容回転数（レッドゾーン）が大きく変化するため、仮にポイント式のディストリビューターを別のエンジンのフルトランジスタ式などのディストリビューターに交換する場合には、両者のエンジンの許容回転数を確かめ、極端に差違がある場合にはガバナーの交換なども必要になる。特に4ストロークと2ストロークエンジンで相互にディストリビューターの流用を行う場合には要注意である。

#### 真空式進角装置
機械式点火装置の点火進角に用いられる二つめの方法は、真空式点火進角と呼ばれる。この進角装置は殆どの場合機械式進角装置と併用され、一般的に希薄燃焼時に置ける燃費とドライバビリティを向上させる働きがある。真空式進角装置はディストリビューターシャフトに取り付けられた角度センサー（電気接点や光センサーなど）を常時監視し、エンジン負荷（インテークマニホールド負圧）によってこの角度センサーを回転させることによって、点火進角を行う。エンジン回転数が下がり、機械式進角装置が働かなくなった際にはこの真空式進角装置が点火時期を調整する役割を果たす。逆に高回転域やフルスロットル時にはインテークマニホールド負圧が減少するため、真空式進角装置は休止し、機械式進角装置が点火進角を行う。
真空式進角装置の動力源としては、インテークマニホールドの他にスロットルボディかキャブレターのベンチュリ付近に設けられた負圧取り出し口からの負圧も同時利用される。この負圧取り出し口はen:ported vacuumと呼ばれ、普段エンジンが回転している際には殆ど負圧が発生しない領域であるが、エンジンを始動する際にはここに特に強い負圧が生じるためにインテークマニホールドの負圧と併用されるのである。
いくつかのエンジンでは、水温や油温が低い時にported vacuumを優先して使用するための温度センサーとバルブが設けられていることがある。これにより、より低負荷低回転域でのキャブレター調整が容易となり、高回転域ではported vacuum経路を閉鎖することでより効率的にインテークマニホールドの負圧を利用した進角が行えるようになった。
また、電気式か機械式のスイッチを用いて一定の条件下で真空進角装置を停止するか、または動作タイミングを変更する制御も行われている。これによって特定の回転数で特定の変速ギアを使用している際のエンジンの異常燃焼を防ぐことが可能になった。
なお、多くのエンジンではベースタイミングを設定する際には真空進角装置の負圧管を取り外して真空進角装置を停止させた状態で調整を行うように指定されていることが多い。これによって低回転域での点火進角が行われなくなるため、エンジンを回転させながら調整を行う際には低回転域での回転が若干不安定になることもあるので注意が必要である。

#### 排出ガス規制下の遅角制御
逆に、真空進角装置と同様の手法で遅角させる事も行われる。昭和48年に日本で自動車排出ガス規制の施行が始まった際に、真空進角装置を持たないディストリビューターを装着した車輌に対しては、暫定的な措置として点火時期を数度遅角させる事でアイドリング時の排ガステストに対応したが、その後昭和50年の規制強化時には「進角及び遅角制御を自動で行う機構の装着」が義務付けられた為、強い負圧の発生するアイドリング時に限定して点火時期を遅角させる専用のダイヤフラムが、走行時の点火時期制御を行う真空進角装置と併用される形で装着される事になった。